# Saxetania pravdini
Saxetania pravdini är en insektsart som beskrevs av Chernyakhovskij 1979. Saxetania pravdini ingår i släktet Saxetania och familjen Pamphagidae. Inga underarter finns listade i Catalogue of Life.